# 労働相談センター (NPO法人)
NPO法人労働組合相談センター（ろうどうセンター）は、労働問題について労働者への相談に応えるNPO法人。

## 概要
1988年9月、東京都の5つの労働組合が協力して、労働問題の解決と労働組合結成を援助するため、葛飾区に労働相談センターを開設した。2004年7月に東京都の特定非営利活動法人の認証を受け、NPO法人として事業を開始した。
労働相談(電話・面接)や労働に関する講演会の開催などを継続的に行っている。